# Nemertopsis capitulata
Nemertopsis capitulata är en djurart som tillhör fylumet slemmaskar, och som beskrevs av Timofeeva 1912. Nemertopsis capitulata ingår i släktet Nemertopsis och familjen Emplectonematidae. Inga underarter finns listade i Catalogue of Life.